# 萼形柱珊瑚
萼形柱珊瑚（学名：[Stylophora pistillata] 错误：{{Lang}}：文本有斜体标记（帮助）），又名萼柱珊瑚、柱狀珊瑚，为鹿角珊瑚科柱珊瑚屬下的一个种。